# Stay with You (林俊杰歌曲)
《Stay with You》是新加坡歌手林俊杰為抗击2019冠状病毒病疫情創作的公益歌曲。该歌曲由孙燕姿作词，林俊杰作曲，于2020年1月28日發佈。同年5月15日，该歌曲成为第八届“U选1000”冠军歌曲。
《Stay with You (英文版)》是林俊傑與孫燕姿為新加坡建國55週年國慶製作的單曲，於2020年8月9日數位发行。

## 背景
2020年1月，新冠肺炎疫情爆发并迅速擴散至全球多国，牵动着每个人的心。為致敬武汉以及全国抗疫前线的所有人员，林俊傑特地致電給孫燕姿，邀请她为该曲填词，随后连夜制作完成，并于1月28日晚通过微博、Facebook、YouTube等平台发表这首歌的MV。但该曲并未正式上架各大数位平台亦或实体发行。

## 現場演出
2020年3月27日，林俊杰举办“327 LOVE WISHES 直播見面會”，邀请蔡健雅、陶喆、五月天阿信一同演唱该曲。5月11日，在由人民日报发起主办的“致敬白衣天使公益云演唱会”中，孙燕姿自弹自唱了这首歌曲；而当晚林俊杰和周杰伦也合作演唱了这首歌曲。
2020年8月9日，新加坡國慶因疫情首次以全國直播取代萬眾聚集的慶祝活動，林俊傑與孫燕姿以遠端連線的方式隔空獻唱该曲英文版。

## 榜单成绩
2020年5月15日，该歌曲登第八届“U选1000”榜首。2021年2月26日，获“微博年度十大MV”港澳台榜冠军。2021年4月30日，再登“U选1000”10大歌曲，成为2021年度季军歌曲。

## 反響
歌曲發佈后受到大量關注，在微博上收穫了超過100萬次的轉發與1.1億次的觀看；中國官方媒體《人民日報》不僅轉發該文，還重新為該曲製作MV發佈。新加坡總理李顯龍通過Facebook轉發了該歌曲MV，并向林俊傑和孫燕姿表達感謝。